# Walter Forde
Walter Forde, nato Thomas Seymour Woolford (Lambeth, 21 aprile 1898 – Los Angeles, 7 gennaio 1984), è stato un attore, sceneggiatore e regista britannico. Diresse oltre cinquanta film tra il 1919 dall'era del muto fino al 1949 nell'era del sonoro.

## Biografia
Nato a Lambeth, a sud di Londra nel 1898, Forde era il figlio del comico di music-hall Tom Seymour. Durante gli anni '20, interpretò ruoli comici in film muti, recitando in una serie di cortometraggi prima di passare alla regia di lungometraggi. Affermatosi come regista negli anni '30, diresse film per la Gainsborough Pictures e gli Ealing Studios.
Morì a Los Angeles, in California, nel 1984.

## Filmografia

### Regista

#### Cinema
- The Handy Man - cortometraggio (1920)
- Never Say Die - cortometraggio (1920)
- Fishing for Trouble - cortometraggio (1920)
- The Economist - cortometraggio (1921)
- Walter Wins a Wager, co-regia di Tom Seymour - cortometraggio (1922)
- Walter Wants Work, co-regia di Tom Seymour - cortometraggio (1922)
- Walter Makes a Movie, co-regia di Tom Seymour - cortometraggio (1922)
- Walter's Trying Frolic, co-regia di Tom Seymour - cortometraggio (1922)
- Wait and See (1928)
- What Next? (1928)
- The Silent House (1929)
- Would You Believe It! (1929)
- Red Pearls (1930)
- You'd Be Surprised! (1930)
- The Last Hour (1930)
- Lord Richard in the Pantry (1930)
- Bed and Breakfast (1930)
- Third Time Lucky (1931)
- The Ringer (1931)
- The Ghost Train (1931)
- Splinters in the Navy (1931)
- Condemned to Death (1932)
- Lord Babs (1932)
- Jack's the Boy (1932)
- Rome Express (1932)
- Il diavolo in caserma (Orders Is Orders) (1933)
- Jack Ahoy (1934)
- Chu Chin Chow (1934)
- Bulldog Jack (1935)
- Brown on Resolution (1935)
- King of the Damned (1935)
- Lasciateci cantare (Land Without Music) (1936)
- La danza dei vagabondi (Kicking the Moon Around) (1938)
- Ossessione (The Gaunt Stranger) (1938)
- Let's Be Famous (1939)
- The Four Just Men (1939)
- Cheer Boys Cheer (1939)
- Inspector Hornleigh on Holiday (1939)
- Happy Family - cortometraggio (1939)
- Charley's (Big-Hearted) Aunt (1940)
- Saloon Bar (1940)
- Sailors Three (1940)
- Il treno fantasma (The Ghost Train) (1941)
- Inspector Hornleigh Goes to It (1941)
- Atlantic Ferry (1941)
- Flying Fortress (1942)
- Go to Blazes - cortometraggio (1942)
- The Peterville Diamond (1943)
- It's That Man Again (1943)
- Time Flies (1944)
- One Exciting Night (1944)
- The Master of Bankdam (1947)
- L'allegro moschettiere (Cardboard Cavalier) (1949)